# Logaritme decimal

Gràfic del logaritme decimal pels números de 0,1 al 100.

En matemàtiques, el logaritme decimal és el logaritme amb base 10. També es coneix com a logaritme comú, batejat amb el nom de la seva base, o logaritme de Briggs, després d'Henry Briggs, un matemàtic anglès que va ser pioner en el seu ús, així com el logaritme estàndard. Històricament, es coneixia com a logarithmus decimalis o logarithmus decadis. S'indica amb log10(x), o de vegades Log (x) amb la L en majúscula (tanmateix, aquesta notació és ambigua ja que també pot significar la complexa funció multi-valorada logarítmica natural). En les calculadores sol ser "log", però els matemàtics solen significar logaritme natural (logaritme amb base e ≈ 2.71828) en lloc de logaritme comú quan escriuen "log". Per mitigar aquesta ambigüitat, la especificació ISO 80000 recomana escriure log10(x) com lg(x) i loge(x) com ln(x).